# Кирхбах (Каринтия)
Кирхбах (нем. Kirchbach (Kärnten)) — ярмарочная коммуна (нем. Marktgemeinde) в Австрии, в федеральной земле Каринтия. 
Входит в состав округа Хермагор.  Население составляет 2839 человек (на 31 декабря 2005 года). Занимает площадь 99,03 км². Официальный код  —  2 03 06.

## Политическая ситуация
Бургомистр коммуны — Христоф Бухахер (СДПА) по результатам выборов 2003 года.
Совет представителей коммуны (нем. Gemeinderat) состоит из 19 мест.
- СДПА занимает 8 мест.
- АНП занимает 7 мест.
- АПС занимает 4 места.